# 企鵝革命
《企鵝革命》（日语：ペンギン革命）是日本漫畫家筑波櫻創作的日本漫畫作品。於白泉社漫畫雜誌《LaLa》2004年至2007年進行連載。單行本全7卷。

## 劇情簡介
藤丸由香里從小就能看到明星們身後的翅膀，由於被不負責任的爸爸拋下，出於無奈到「孔雀」工作女扮男裝成了葛城涼的經紀人，同是孔雀的藝人“涼”以及“綾”開始了波折的同居生活……涼是孔雀旗下的「企鵝」——是業績最差的一檔藝人。綾織真則是孔雀的No.1，擁有華麗的翅膀（當然只有藤丸看得見），同時也是藤丸所在學校的學生會會長。身為經紀人的藤丸究竟如何幫助涼逐步成長，三人的路途又是怎樣牽絆糾葛，且待分曉……

## 登場人物
藤丸由香里
女主角。高中一年級，牡羊座、O型。
願望是成為公務員。在葛城涼子（葛城涼）被人騷擾時救了她，但不小心發現葛城涼子是男人並且是知名『孔雀』的藝人的事實。而後因父親事業失敗，當上葛城涼的經紀人。
葛城涼
高中二年級，水平座、A型。
是『孔雀』最底層的『企鵝』在學校假扮女孩（葛城涼子）被女主由香里發現，和由香里成為好友。知道由香里的父親事業失敗自己也沒地方住，因此讓她擔任自己的經紀人。
綾織真
高中二年級，天蠍座、B型。
在學校的身份是學生會長。本名是真柴綾織。是『孔雀』的NO.1藝人。和葛城涼是無血緣關係的兄弟。食量非常大。

## 出版書籍
| 卷數 | 白泉社         | 白泉社                 | 長鴻出版社     | 長鴻出版社           |
| 卷數 | 發售日期       | ISBN                   | 發售日期       | EAN                  |
| ---- | -------------- | ---------------------- | -------------- | -------------------- |
| 1    | 2005年4月10日  | ISBN 4-592-18241-3     | 2005年11月18日 | EAN 471-0765-20018-3 |
| 2    | 2005年9月10日  | ISBN 4-592-18242-1     | 2006年1月17日  | EAN 471-0765-20091-6 |
| 3    | 2006年3月10日  | ISBN 4-592-18243-X     | 2006年8月14日  | EAN 471-0765-20720-5 |
| 4    | 2006年11月10日 | ISBN 4-592-18244-8     | 2007年3月23日  | EAN 471-0765-21368-8 |
| 5    | 2007年4月10日  | ISBN 978-4-592-18245-0 | 2007年8月14日  | EAN 471-0765-21647-4 |
| 6    | 2007年10月10日 | ISBN 978-4-592-18246-7 | 2008年2月13日  | EAN 471-2805-82068-9 |
| 7    | 2008年2月10日  | ISBN 978-4-592-18247-4 | 2008年5月10日  | EAN 471-2805-82399-4 |